# الدوري التونسي لكرة اليد 1963–64
الدوري التونسي لكرة اليد 1963-1964 هو الدورة 9 من الدوري التونسي لكرة اليد. شارك فيها 10 فريقا.

فاز بهذا الموسم نادي الغاز الرياضي، وجاء ثانيا جمعية البريد والبرق والهاتف الرياضية.

## روابط خارجية
- الموقع الرسمي للجامعة التونسية لكرة اليد.